# Gia Carides
Gia Carides est une actrice australienne née le 7 juin 1964 à Sydney.

## Biographie

### Vie privée
Elle s'est mariée avec Anthony LaPaglia en septembre 1998.

## Filmographie

### Cinéma
- 1977 : The Love Letters from Teralba Road (en) : Maureen
- 1983 : Midnite Spares (en) : Ruth
- 1983 : Phar Lap (en) : Emma
- 1985 : Coca Cola Kid (The Coca-Cola Kid) : Chambermaid
- 1985 : Bliss : Lucy Joy
- 1986 : Backlash (en) : Nikki Iceton
- 1991 : The Girl Who Came Late (en) : Wendy
- 1992 : Greenkeeping (en) : Gina
- 1992 : Ballroom Dancing (Strictly Ballroom) : Liz Holt
- 1994 : Lucky Break (en) : Sophie
- 1995 : Duo mortel (Bad Company) : Julie Ames
- 1996 : The Cottonwood : Kathy
- 1996 : Brilliant Lies (en) : Susy Connor
- 1997 : Lifebreath : Gale Pullman
- 1998 : Primary Colors : Cashmere McLeod
- 1998 : Lettres à un tueur (Letters from a Killer) : Lita
- 1999 : Austin Powers 2 : L'Espion qui m'a tirée (Austin Powers: The Spy Who Shagged Me) : Robin Spitz Swallows
- 2000 : The Extreme Adventures of Super Dave (en) (vidéo) : Sandy
- 2000 : Maze : Julianne
- 2001 : Merci, mon Dieu! (Thank Heaven) : Cybil
- 2002 : Mariage à la grecque (My Big Fat Greek Wedding) : Cousin Nikki
- 2003 : Exposed (en) de Misti Barnes : Jade Blake
- 2005 : One Last Thing... (en) d'Alex Steyermark : Madelene
- 2006 : Stick It : Alice Graham
- 2011 : Burning Man : Carol
- 2023 : Mariage à la grecque 3 (My Big Fat Greek Wedding 3) : Cousin Nikki

### Télévision
- 1989 : Inside Running (série TV) : ?
- 1990 : Ultraman: Towards the Future (en) (feuilleton TV) : Jean Echo
- 1992 : The Resting Place (TV) : Sally
- 1993 : Seven Deadly Sins (en) (mini-série) : Gluttony
- 1995 : Les aventures de Captain Zoom (en) (The Adventures of Captain Zoom in Outer Space ) (TV) : Vesper, Vox's High Priestess
- 1997 : The Devil's Child (TV) : Eva
- 1997 : Firehouse (en) (TV) : Charlotte Brooks
- 1999 : Un amour secret (A Secret Affair) (TV) : Mimi
- 2017 : Twin Peaks (saison 3) : Hannah
- 2021 : 9-1-1 : Sandra (saison 4 épisode 13)